# Chiesa di Santa Caterina (Vicenza)
La chiesa di Santa Caterina è un edificio religioso di Vicenza, situato in contra' Santa Caterina (già contra' Ognissanti), costruito in stile rinascimentale nel corso del XVII secolo sull'area di una chiesa del Duecento e nel contesto di un monastero di benedettine.
Dal 1810 è chiesa parrocchiale - quando qui venne trasferita la parrocchia di San Silvestro - mentre il monastero è stato quasi totalmente demolito e sostituito da altri edifici.

## Storia

### Le case degli Umiliati e il monastero benedettino

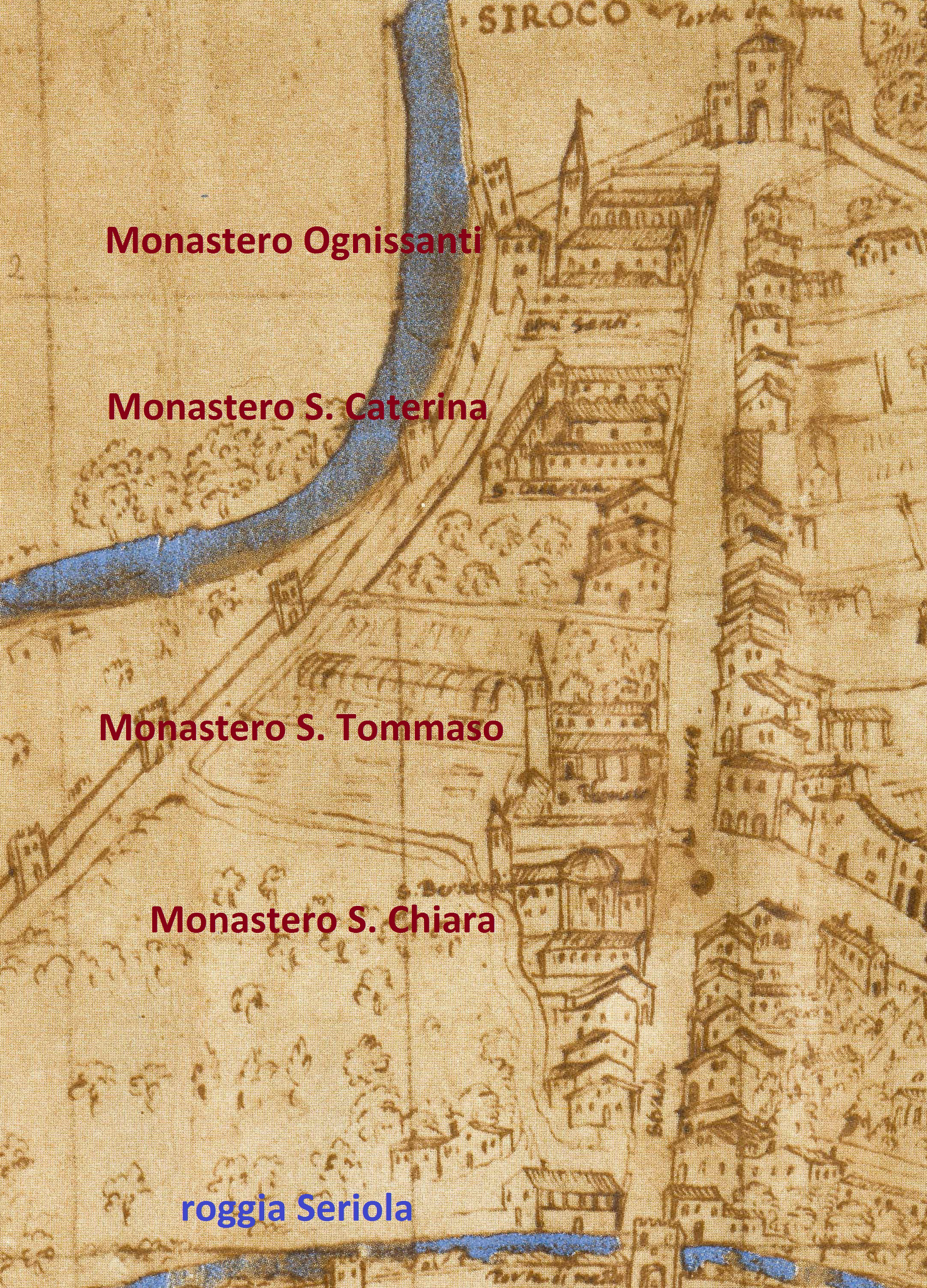
Pianta Angelica, 1580, particolare: monasteri di contra' Ognissanti

All'inizio della contrada del Colle in Borgo Berga - oggi contra' Santa Caterina - nella primavera del 1190 si insediò una domus Patarinorum, in realtà una comunità di Umiliati, in un momento storico in cui questo movimento era stato scomunicato da papa Lucio III con la bolla Ad abolendam, durante il sinodo di Verona del 1184, che accomunava gli Umiliati a catari e patarini.
L'insediamento si stabilizzò nella contrada e anzi – avvenuta la riammissione del movimento nell'ambito della Chiesa nel 1201 – assunse la strutturazione in tre gruppi, voluta da papa Innocenzo III. Nel 1215 gli Umiliati costruirono il monastero di Ognissanti, presso il quale avevano una casa, la domus de subtus o casa di sotto. Nel 1292, presso una loro seconda casa, quella detta de medio, costruirono la chiesa dedicata a santa Caterina di Alessandria.
La prima pietra fu posta dal vescovo Pietro de Saraceni, ma gli Umiliati tennero a far presente che essi dipendevano non dalla diocesi, ma direttamente dalla Santa Sede; il vescovo accettò, in cambio del versamento annuo di due libbre di cera e una d'incenso ai canonici della cattedrale.
Contemporaneamente e attiguo alla chiesa, sul lato sinistro, venne costruito anche il monastero, che però non riuscì a durare a lungo. Verso il 1320 e a motivo di difficoltà di ordine economico restò senza fratres e passò dapprima agli Umiliati di Ognissanti, poi nel 1326 alle monache benedettine di San Donato di Barbarano, che acquistarono chiesa e monastero per trasferirsi in città. Ad esse nel 1420 si aggiunsero quelle di San Biagio Vecchio, dopo un processo celebrato contro di loro, a causa della paurosa decadenza morale e religiosa in cui erano cadute.

### La chiesa e il monastero in età moderna
Nel corso del XVI secolo il monastero era abbastanza fiorente, con la presenza di una trentina di monache: lo testimonia la relazione della visita effettuata nel 1584 dal cardinale Agostino Valier - una ricognizione conseguente ai decreti tridentini - che descrive la chiesa parva, tota elegans ("piccola, tutta elegante"), con il tetto e il pavimento in laterizi, un unico altare dedicato a santa Caterina.
Negli anni venti del Seicento la chiesa subì un ampliamento, con l'aggiunta di un secondo altare e forse del coro, ma fu poi quasi completamente ricostruita con il completamento della facciata nel 1672, grazie soprattutto al consistente finanziamento del giurista vicentino Giovanni Maria Bertolo, che provvide con grande munificenza, oltre che al rifacimento di questa chiesa, anche a quello di diversi altri edifici religiosi di Borgo Berga. Quasi certamente egli si avvalse, per il progetto, dell'amico architetto Antonio Pizzocaro.

### Le vicende in età contemporanea

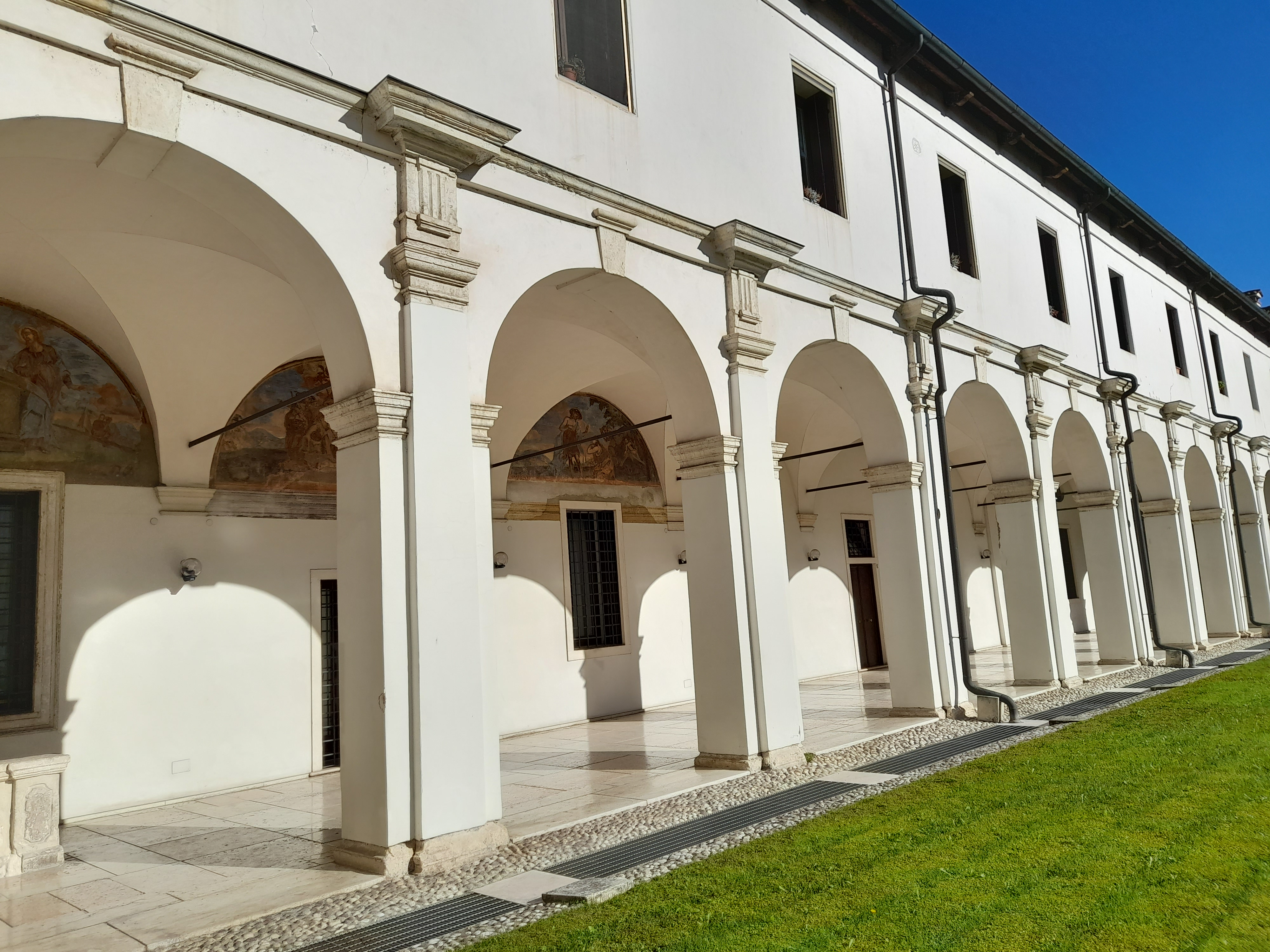
Il chiostro dell'ex monastero di Ognissanti

Con la caduta della Repubblica veneta tutto cambiò. Il monastero, che ormai contava un esiguo numero di suore, fu occupato dalle truppe austriache nel 1798, quando il Veneto fu ceduto all'Impero asburgico. Ritornati i francesi, con il decreto napoleonico del 1806 le monache furono concentrate nel convento del Corpus Domini e con quello del 1810 che disponeva la soppressione degli ordini religiosi il monastero di Santa Caterina passò definitivamente al demanio.
Alla chiesa di Santa Caterina, con la riorganizzazione napoleonica del sistema ecclesiastico, furono invece affidate le funzioni di parrocchia con giurisdizione sul Borgo Berga, fino ad allora esercitate dalla chiesa di San Silvestro.
Il demanio destinò gli ambienti dell'ex monastero a caserma per i militari di passaggio - veniva chiamata Caserma di Infanteria - e tale restò per oltre un secolo. Nel 1928 era sede della Milizia Volontaria di Sicurezza Nazionale, organizzazione paramilitare fascista.
Verso la fine del secolo scorso il chiostro fu quasi totalmente demolito - ne resta solo un tratto sul fianco sinistro della chiesa - e sull'area che esso occupava venne costruito un complesso scolastico, destinato alla scuola secondaria Maffei. Di recente, durante lavori di restauro della chiesa, al di sotto della sala capitolare dell'ex monastero, utilizzata dalla parrocchia, è stata scoperta una monumentale cripta che risale al 1326.

## Descrizione

### Esterno

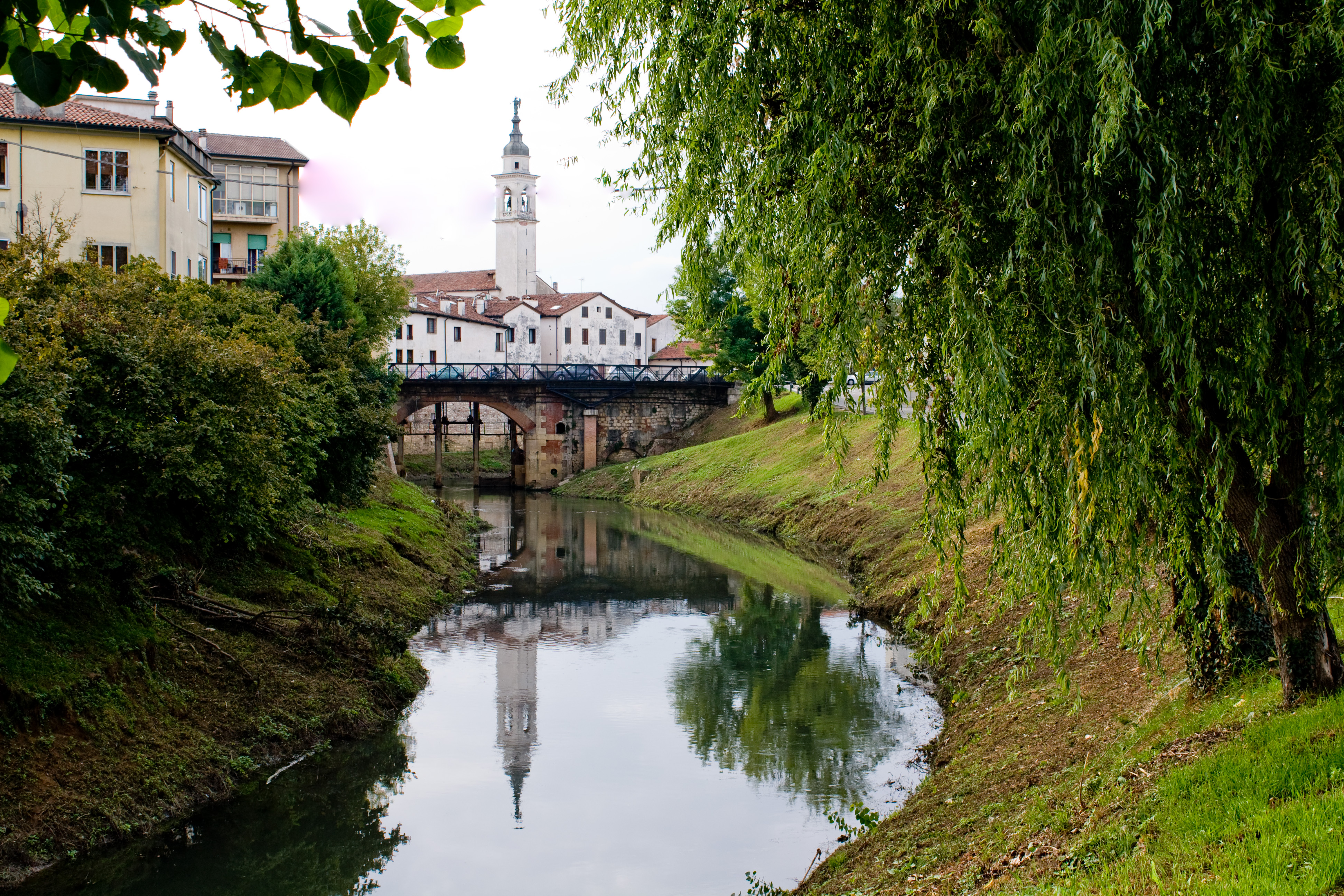
Il fiume Retrone e in sfondo il campanile di Santa Caterina

L'esterno si presenta semplice, ma armonico nella costruzione, con i caratteri tipici dell'architettura religiosa vicentina del Seicento, di impostazione palladiana ma più severa e meno dotata di elementi plastici.
La facciata viene attribuita all'architetto Antonio Pizzocaro e ricalca il modello dell'Oratorio del Gonfalone, costruito settant'anni prima da Giambattista Albanese. Ai lati del portale lo spazio è scandito da quattro lesene corinzie a ordine gigante, poggianti su piedistalli, che sorreggono il timpano. Tra i capitelli fioriscono ghirlande, unico elemento decorativo della facciata. Sopra il portale si apre un semplice rosone e tra le lesene sono inserite due lunghe e strette finestre. Le tre statue del coronamento rappresentano Santa Caterina tra due Sante.
Il campanile, relativamente basso per mantenere l'armonia delle proporzioni, è coevo alla facciata. La cella campanaria, aperta sui quattro lati, termina con una piccola cupola sormontata da un angelo con tromba, a grandi ali spiegate.
Ospita tre campane di cui le due grosse fuse da Giovanni Colbachini nel 1840 e la piccola rifusa da Daciano Colbachini 1923 alla "Veronese" manuale
Note campane: Solb Lab Sib.

### Interno
L'interno è a navata unica. L'ambiente seicentesco subì una trasformazione intorno agli anni trenta del Novecento, quando per ingrandire la chiesa furono aggiunte due logge vicino al presbiterio. Nella parte superiore le pareti della navata sono incurvate a formare un attico a sguscio decorato da tele; il soffitto è piano.
Sul pavimento, circa al centro della chiesa, vi è la lastra tombale, delimitata da un riquadro di marmi policromi, del giurista vicentino Giovanni Maria Bertolo, che prima di morire dispose per la sua sepoltura; la data porta infatti l'anno 1693, precedente alla sua morte. Nella parte superiore della lapide è ricordato il suo grande amore per i libri: la decorazione a marmi policromi rappresenta una pila di volumi con una clessidra e una candela.
Il seicentesco altare maggiore è in marmo bianco con incrostazioni di marmi policromi che rappresentano vari momenti della vita leggendaria di santa Caterina. Ornato da marmi pregiati e da statue di Orazio Marinali, è formato da quattro colonne corinzie e da un arco con al centro un piccolo angelo; altri angeli poggiano sopra la volta dell'arco e su colonne. Sul fastigio vi è lo stemma gentilizio del Bertolo con il leone rampante a due code, ovvero i due rami del diritto civile e canonico in cui era laureato. La pala d'altare raffigura Lo sposalizio di Santa Caterina di Pietro Liberi. Il dipinto ha un movimento a cui partecipano tutte le figure rappresentate, convergenti verso il cielo, dove campeggia il Padre eterno attorniato da angeli.
La navata è interrotta da due altari, sempre seicenteschi, di breccia violacea. I due tabernacoli su un alto gradino con trabeazione e cimasa al centro hanno i pilastrini incrostati con vasi di fiori su fondo nero, come nell'altare maggiore. Sulla parete di destra tre buone tele: Il martirio di santa Caterina, una Madonna con Bambino e sant'Antonio, di Antonio Zanchi e La Triade e i santi Benedetto e Scolastica di Giulio Carpioni.
Un ulteriore ciclo di sedici tele - importante antologia di pittura veneta del tardo Seicento che comprende opere attribuite ad Andrea Celesti, Giovanni Antonio Fumiani, Giovanni Battista Molinari, Antonio Arrigoni, Pietro Vecchia e Antonio Zanchi - decora l'attico della chiesa illustrando episodi della vita di santa Caterina.
Le tre tele nell'attico sopra l'altare maggiore sono di Andrea Celesti: al centro Santa Caterina che rifiuta le ricchezze, affiancata dalla Decapitazione della Santa e da Banditore con tromba.
Lungo l'attico altre tele più importanti, di Antonio Zanchi: L'angelo conforta santa Caterina (sopra il quarto intercolumnio a destra): risalta la mezza figura della santa con la tunica celeste a maniche rosse e il ricco manto dorato; Santa Caterina condotta dai soldati (quinto intercolumnio a destra); Santa Caterina portata dagli angeli (quinto intercolumnio a sinistra); Santa Caterina portata sul Sinai, con la santa in veste bianca. Anche il Fumiani è presente con buone opere: La disputa di santa Caterina con i filosofi (terzo intercolumnio a destra) e Martirio di santa Caterina (terzo intercolumnio a sinistra).
Sul matroneo di destra si trova l'organo a canne, costruito da Annibale Pugina nel 1904, che ingloba parte del materiale fonico del precedente strumento di De Lorenzi; a trasmissione pneumatica, dispone di 19 registri su due manuali e pedale.